# Словник-довідник з нафти і газу

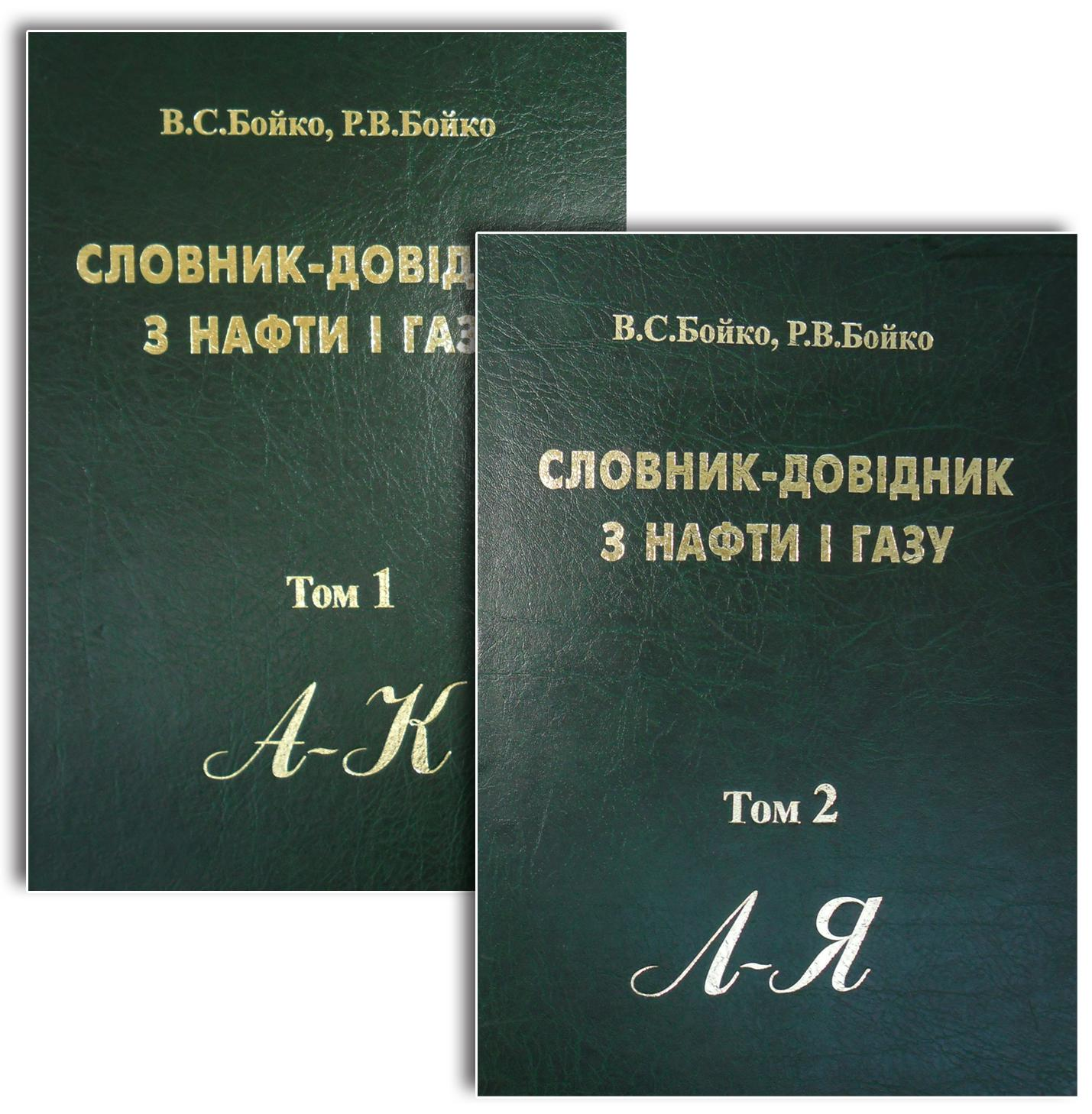
Словник-довідник з нафти і газу.

Словник-довідник з нафти і газу — перше українське універсальне енциклопедично-словникове видання в галузі нафти і газу. У 2-х томах формату А4 міститься: т. 1 — близько 4800, т. 2 — 5800 статей у абетковому порядку. Словник містить статті в галузі техніки і технології розвідки, видобування та переробки нафти і газу, а також дотичних тем з фундаментальних наук. Призначений для фахівців у галузі пошуку, розробки родовищ, транспортування і зберігання і переробки нафти і газу.
Ініціатива видання і наукова редакція — д.т.н., проф. Бойко Василь Степанович